# Girl with a Pearl Earring (filme)
Girl with a Pearl Earring (br: Moça com Brinco de Pérola / pt: Rapariga com Brinco de Pérola) é um filme de 2003 produzido pelo Reino Unido e Luxemburgo, do gênero drama, dirigido por Peter Webber. O roteiro é uma adaptação feita por Olivia Hetreed do romance de mesmo nome de Tracy Chevalier.

## Sinopse
Griet é uma jovem camponesa que mora na Holanda dos anos 1660. O seu pai é um ex-pintor de cerâmica que agora está cego e, por causa das dificuldades financeiras da família, ela tem que trabalhar como criada na casa do pintor Johannes Vermeer.

## Elenco

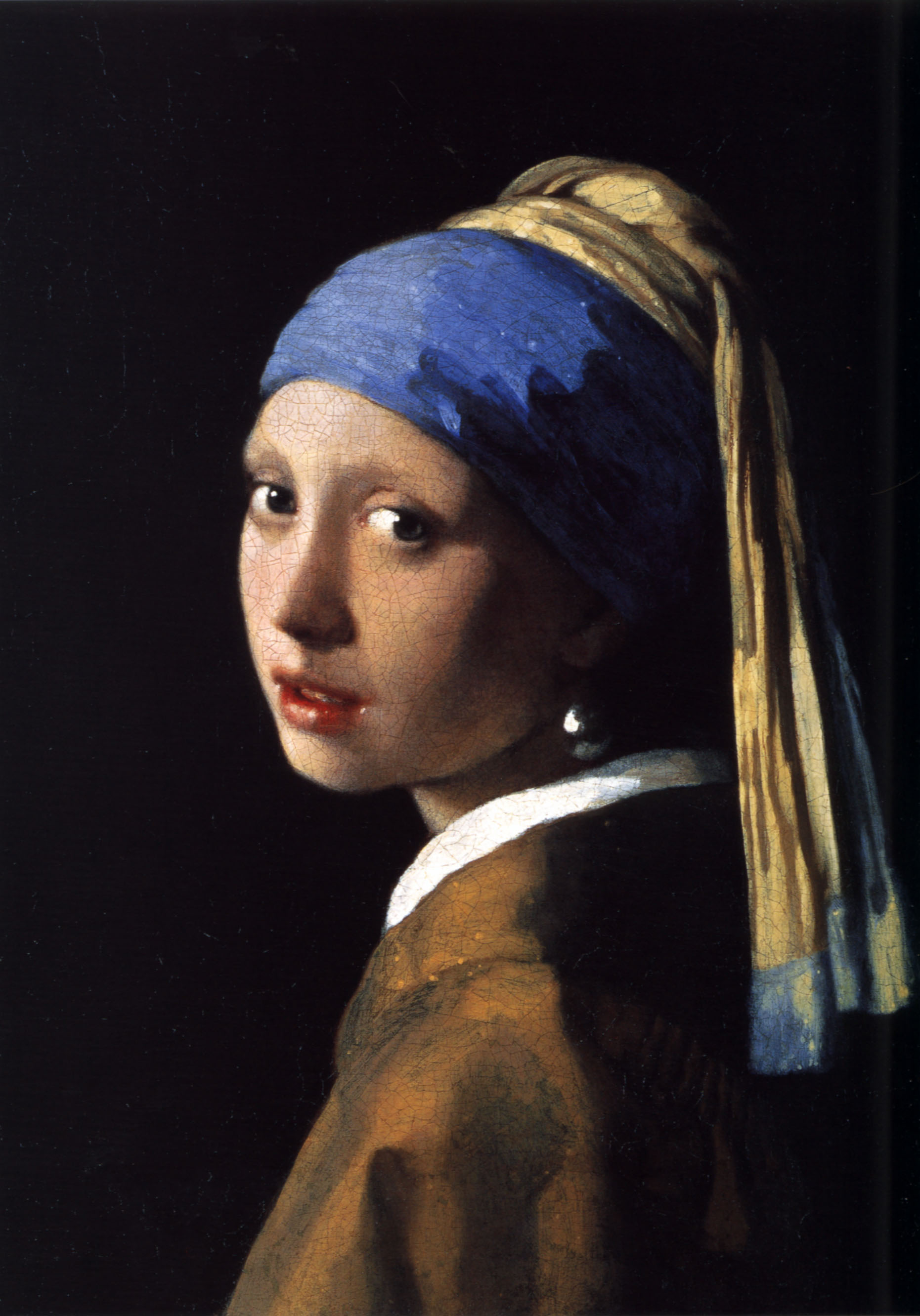
"Rapariga com Brinco de Pérola" (c.1665), a pintura original de Johannes Vermeer.

| Colin Firth        | ... Johannes Vermeer         |
| Scarlett Johansson | ... Griet                    |
| Tom Wilkinson      | ... Pieter Van Ruijven       |
| Cillian Murphy     | ... Pieter                   |
| Judy Parfitt       | ... Maria Thins              |
| Essie Davis        | ... Catharina Bolnes Vermeer |
| Joanna Scanlan     | ... Tanneke                  |
| Alakina Mann       | ... Cornelia Vermeer         |
| Chris McHallem     | ... pai de Griet             |
| Gabrielle Reidy    | ... mãe de Griet             |
| Rollo Weeks        | ... Frans                    |
| Anna Popplewell    | ... Maertge                  |

## Principais prêmios e indicações
Oscar 2004 (EUA)
- Indicado nas categorias de  Melhor Direção de Arte, Melhor Fotografia e Melhor Figurino.

BAFTA 2004 (Reino Unido)
- Indicado ao Prêmio Alexander Korda de Melhor Filme Britânico, Anthony Asquith para Trilha Sonora e Carl Foreman para Estreante Mais Promissor (Peter Webber).
- Indicado nas categorias de Melhor Fotografia, Melhor Figurino, Melhor Maquiagem, Melhor Atuação de Atriz em Papel Principal (Scarlett Johansson), Melhor Atuação de Atriz Coadjuvante (Judy Parfitt), Melhor Desenho de Produção e Melhor Roteiro Adaptado.

Prêmio David di Donatello 2004 (Itália)
- Indicado na categoria de Melhor Filme Estrangeiro.

Globo de Ouro  2004 (EUA)
- Indicado na categoria de Melhor Trilha Sonora Original e Melhor Atuação de Atriz de Cinema - Drama (Scarlett Johansson).

Prêmio Goya 2005 (Espanha)
- Indicado na categoria de Melhor Filme Europeu.

Festival Internacional de Cinema de San Sebastian 2003 (Espanha)
- Venceu na categoria de melhor Fotografia.
- Recebeu o prêmio C.I.C.A.E.
- Indicado ao troféu Concha de Ouro.

Satellite Awards 2004 (EUA)
- Indicado na categoria de Melhor Fotografia.